# Marco Heibl
Marco Heibl (* 21. September 1998) ist ein österreichischer Fußballspieler.

## Karriere
Heibl begann seine Karriere beim FV St. Andrä. Im September 2005 wechselte er in die Jugend des Grazer AK. 2010 spielte er zudem kurzzeitig in der AKA HIB Liebenau. Im März 2012 wechselte er zum SV Gössendorf.
Zur Saison 2014/15 kehrte er zum siebtklassigen Grazer AK zurück. Mit den Grazern stieg er innerhalb von drei Saisonen in die Landesliga auf. Im September 2017 debütierte er in der Landesliga, als er am achten Spieltag der Saison 2017/18 gegen den SC Fürstenfeld in der 75. Minute für Aleksandar Dabić eingewechselt wurde. Im Jänner 2018 wechselte er zum Ligakonkurrenten TuS Heiligenkreuz. Sein erstes Tor in der Landesliga erzielte er im Juni 2018 bei einem 4:2-Sieg gegen den USV Gnas.
Zur Saison 2019/20 wechselte Heibl zum Zweitligisten SV Lafnitz. Sein Debüt in der 2. Liga gab er im September 2019, als er am siebten Spieltag jener Saison gegen den Floridsdorfer AC in der Nachspielzeit für Florian Prohart eingewechselt wurde.